# 코골이
코골이(Snoring)는 수면 중에 호흡 기류가 차단되면서 호흡기 구조물들에 진동을 일으켜 나는 소리이다. 어떠한 경우에 부드러운 소리가 날 수도 있지만 대부분의 경우 불쾌하고 시끄러운 소리로 들릴 수 있다. 수면 중 코골이는 폐쇄성 수면 무호흡증(OSA)의 징후일 수도 있다. 연구원들은 코골이를 수면 박탈 요인의 하나로 이야기한다.
코골이 증상완화 방법으로는 높은 베개를 배고 자는 습관을 들이는 것이 좋다.

## 증상
코골이는 코골이를 하는 사람들뿐 아니라 그 주변의 사람들에게까지도 수면 박탈을 일으키고 낮에 졸거나 과민해지거나 집중을 하지 못하고 성욕이 감소되는 증상을 보이는 것으로 알려져 있다. 또, 상당한 심리적, 사회적 피해를 주는 것으로 이야기되기도 한다. 여러 연구에 따르면 시끄러운 코골이와 심근 경색(약 +34%의 확률), 뇌졸중 위험성(약 +67%의 확률)과의 긍정적 상관관계를 보인다.

## 치료법
- 양압기 치료
  - 코를 통한 지속적인 산소 공급 방식으로 가장 먼저 선택하는 일반적인 치료법이다. 수면 시 공기를 불어넣는 장치를 호스나 마스크를 통해 코에 연결하여 기도 안의 공기 안의 공기 압력을 증가시켜 기도가 폐쇄되지 않도록  하는 원리이다. 여러 합병증을 막는데 도움이 된다고 알려져 있으나 적응이 어렵고 산소 마스크를 쓰는 것이 매우 번거롭다.  통상적으로 적응이 어려워서 중간에 실패로 치료를 포기하는 사람의 숫자가 50-80% 정도 된다.
- 구강장치 치료
  - 구강장치는 자는 동안 아래턱을 앞으로 나오게 하여 기도가 좁아지거나 막히는 것을 막아주는 방식이 치료법이다.  일반적으로 심하지 않은 경증 및 중증도의 코골이나 수면무호흡증에 가장 권장되나 양압기 치료에 실패하거나 수술을 원하지 않는 경우에도 자주 적용하는 편이다. 상대적으로 치료에 따르는 불편감이나 고통이 적고 편리하며 부작용이 적다고 알려져 있다. 최근 미국 치수면 학회에서는[4] 특히나 코로나 바이러스 관련 양압기의 주기적 세척이 어렵고 양압기가 공기중 미세입자를 방출하여 감염 위험을 증가시키기에 구강장치를 가장 우선 순위로 내세운다.

## 같이 보기
- 수면 무호흡증